# Rafaela Velasco
Rafaela Velasco es una deportista española que compitió en taekwondo. Ganó dos medallas en el Campeonato Europeo de Taekwondo en los años 1984 y 1986.

## Palmarés internacional
| Campeonato Europeo | Campeonato Europeo | Campeonato Europeo | Campeonato Europeo |
| Año                | Lugar              | Medalla            | Categoría          |
| ------------------ | ------------------ | ------------------ | ------------------ |
| 1984               | Stuttgart (RFA)    | Medalla de oro     | –52 kg             |
| 1986               | Seefeld (Austria)  | Medalla de bronce  | –51 kg             |